# Невская, Анастасия Дмитриевна
Анастаси́я Дми́триевна Не́вская (2 декабря 1995, Москва) — российская гребчиха-байдарочница, выступает за сборную России начиная с 2016 года. Серебряная призёрка чемпионата Европы, победительница и призёрка регат национального значения. На соревнованиях представляет Москву, мастер спорта России.

## Биография
Анастасия Невская родилась 2 декабря 1995 года в Волгограде. Активно заниматься греблей начала с раннего детства, проходила подготовку в Центре спортивной подготовки «Крылатское». Тренировалась под руководством таких специалистов как В. Ф. Игнатенко, С. В. Игнатенко, Н. В. Мудрик.
Первого серьёзного успеха на взрослом международном уровне добилась в сезоне 2016 года, когда попала в основной состав российской национальной сборной и побывала на домашнем чемпионате Европы в Москве, откуда привезла награду серебряного достоинства, выигранную в зачёте двухместных байдарок на дистанции 200 метров вместе с напарницей Еленой Тереховой — на финише они уступили только титулованному немецкому экипажу Франциски Вебер и Тины Дитце. Также в этом сезоне выступила на молодёжном чемпионате мира в Минске, где стала бронзовой призёркой в одиночках на двухстах метрах.